# Peter Petersen (1947)
Peter Petersen (Hilversum, 1947) is een Nederlands beeldhouwer en keramist.

## Leven en werk
Peter Petersen groeide op in 't Gooi en bracht daarnaast een groot deel van zijn jeugd door in Harderwijk. Sinds 1984 woont en werkt hij in Bethunapolder, tussen Maarssen en Tienhoven. Regelmatig brengt hij zijn tijd door op het eiland Vlieland. Zijn realistische bronssculpturen worden gewaardeerd door het bedrijfsleven, overheden en particulieren.

## Exposities
- 1992, Kunstcentrum Catharinakapel, Harderwijk
- 1995, Voerman Stadsmuseum Hattem
- 1999, Keukenhof
- 1999, Kasteel Groeneveld (Baarn)
- 1999-2011, Landgoed Vollenhoven
- 2000, Westfries Museum
- 2000, Museum Tromp's Huys
- 2001-2005, Hotel De L'Europe Amsterdam
- 2001, Perscentrum Nieuwspoort, Den Haag
- 2004, Solvay
- 2004-2005, Luchthaven Schiphol
- 2009-2010, Westfries Museum, Hoorn
- 2010-2011, Koetshuis Arbeid Adelt, Loosdrecht[2]
- 2016, De Wetering, Schoonrewoerd
- 2020, Stroomhuis Neerijnen
- 2022, Stroomhuis Neerijenen

## Werken in de openbare ruimte (selectie)

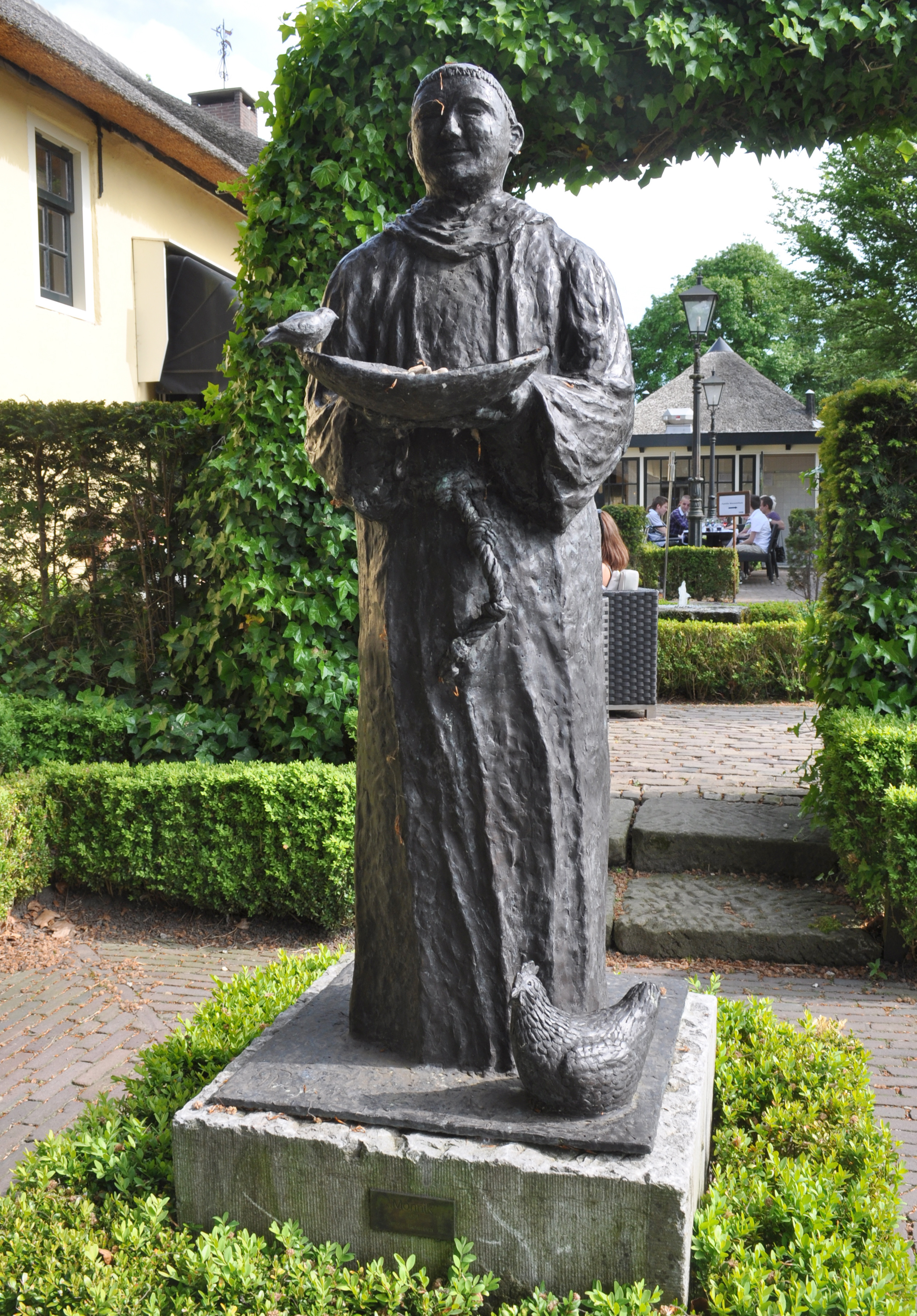
Monnik, Harmelen

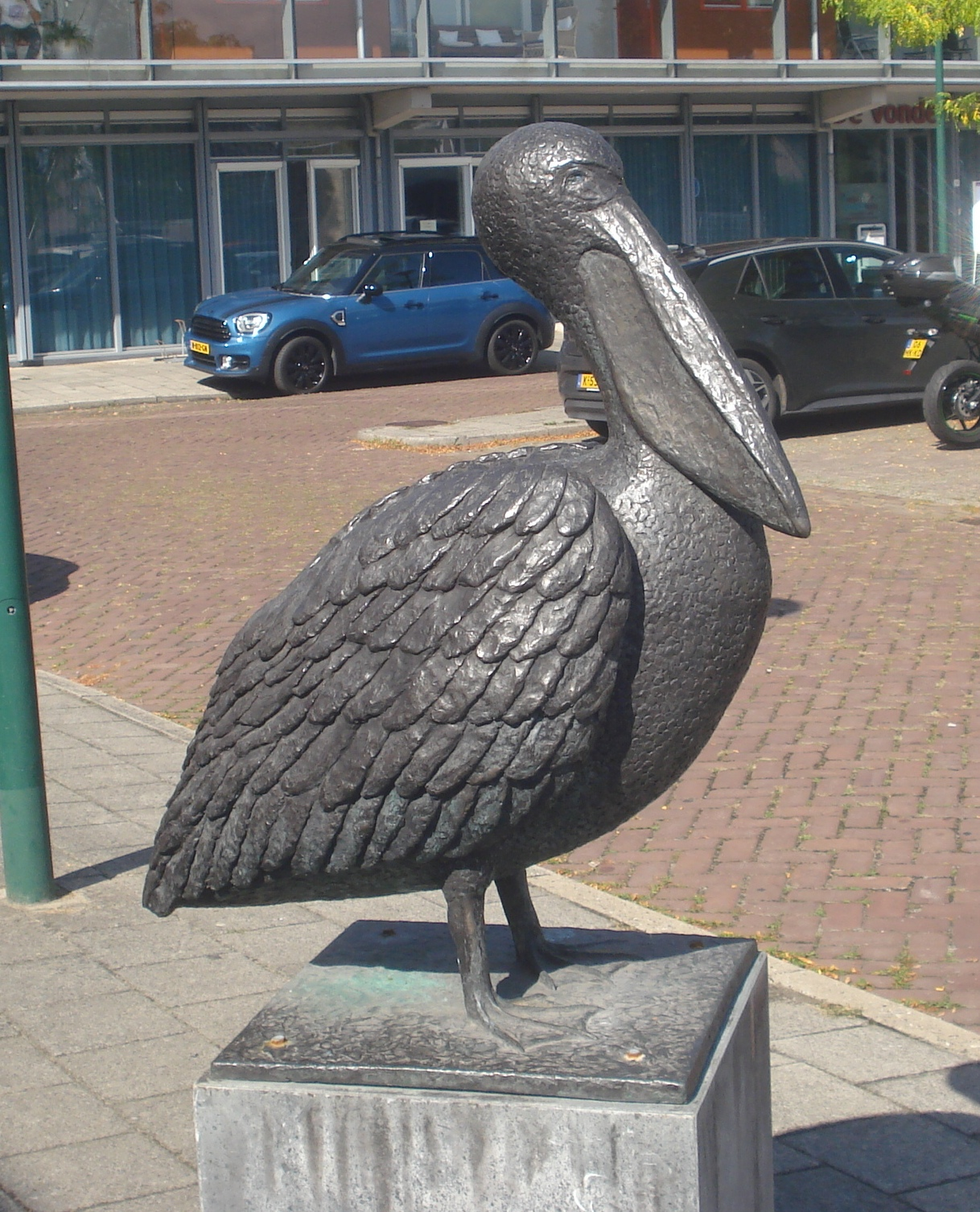
Pelikaan, Maarssen, Stichtse Vecht

- De Voorloper (1989), Frederik van de Paltshof, Rhenen
- 40 Spreeuwen (193), Panoramaterras-West, Luchthaven Schiphol
- Zeearend (2000), Waddendijk, Oost-Vlieland
- Dodo (2000), Groenekan, De Bilt
- Monnik (2001), Kloosterweg, Harmelen[3]
- Aalscholver (2005), Tienhoven, Stichtse Vecht
- Schelpenvisser (2006), Noordwijk aan Zee
- Pelikaan (2006), Maarssen
- Oehoe (2007), Weesp
- Stientje (2010), Hierden, Harderwijk
- Zeemeermin (2011), Oost-Vlieland, Vlieland
- Gans met jongen (2011), Molenpolder, Tienhoven, Stichtse Vecht
- Juliana (2011), locatie onbekend [4]
- Monument 1666 (2016), Oost-Vlieland, Vlieland
- Trekschuit (2022), Maarssen
- Vrouwtje van het Sint Jansdal (Visvrouw) (jaar onbekend), Harderwijk
- Moeflon, schol en aalscholver (jaar onbekend), Oost-Vlieland, Vlieland, Tuin Museum Tromp's Huys[5]
- Kind met dwergezel (jaar onbekend), Breukelen, Stichtse vecht
- Duif (jaar onbekend), Groenekan, De Bilt
- Hond (jaar onbekend), Groenekan, De Bilt
- Kalkoen (jaar onbekend, replica), Groenekan[6]

## Werk in openbare collecties
- Museum Tromp's Huys (Vlieland)

## Galerie

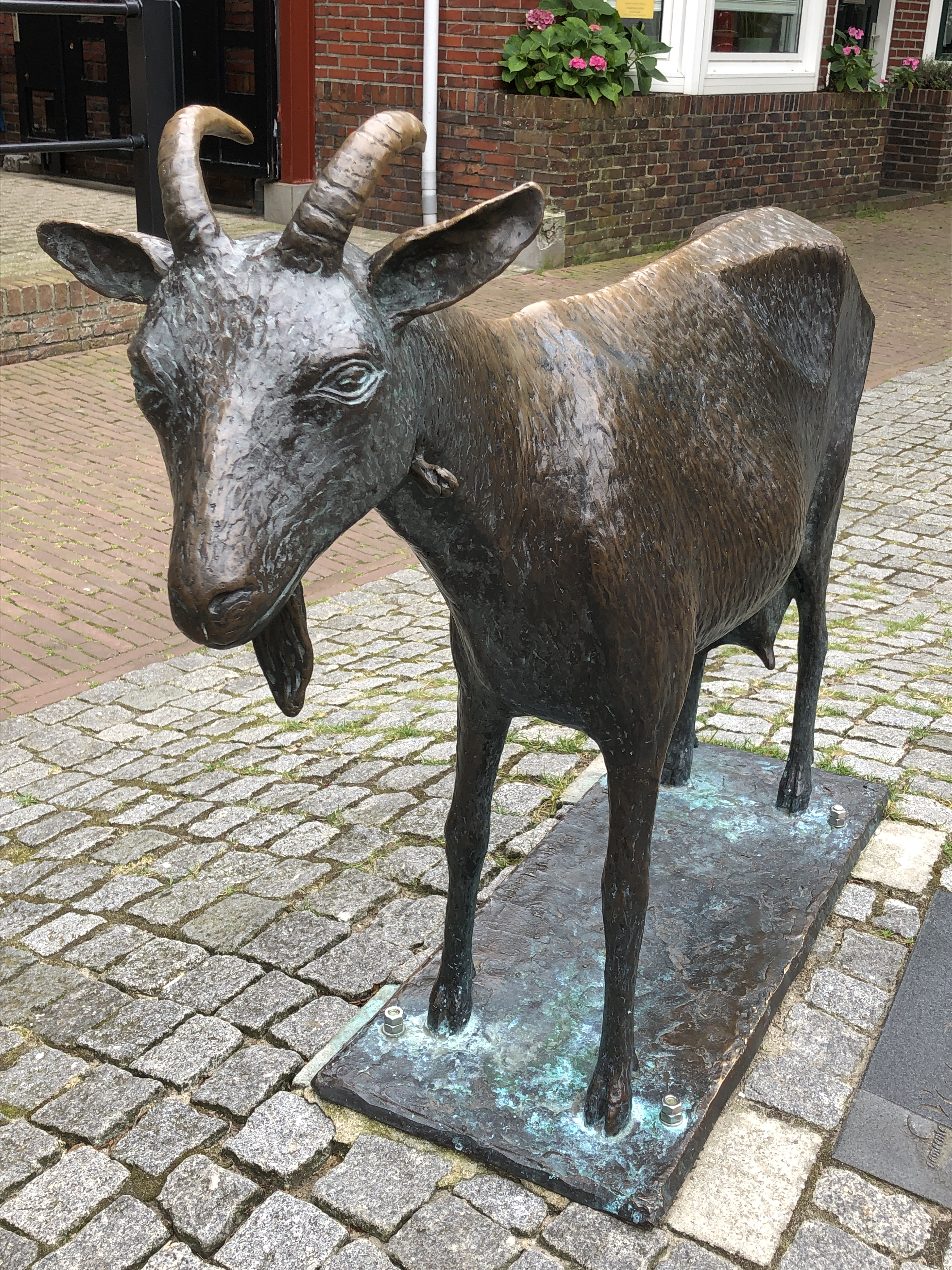
Geit, Vlieland
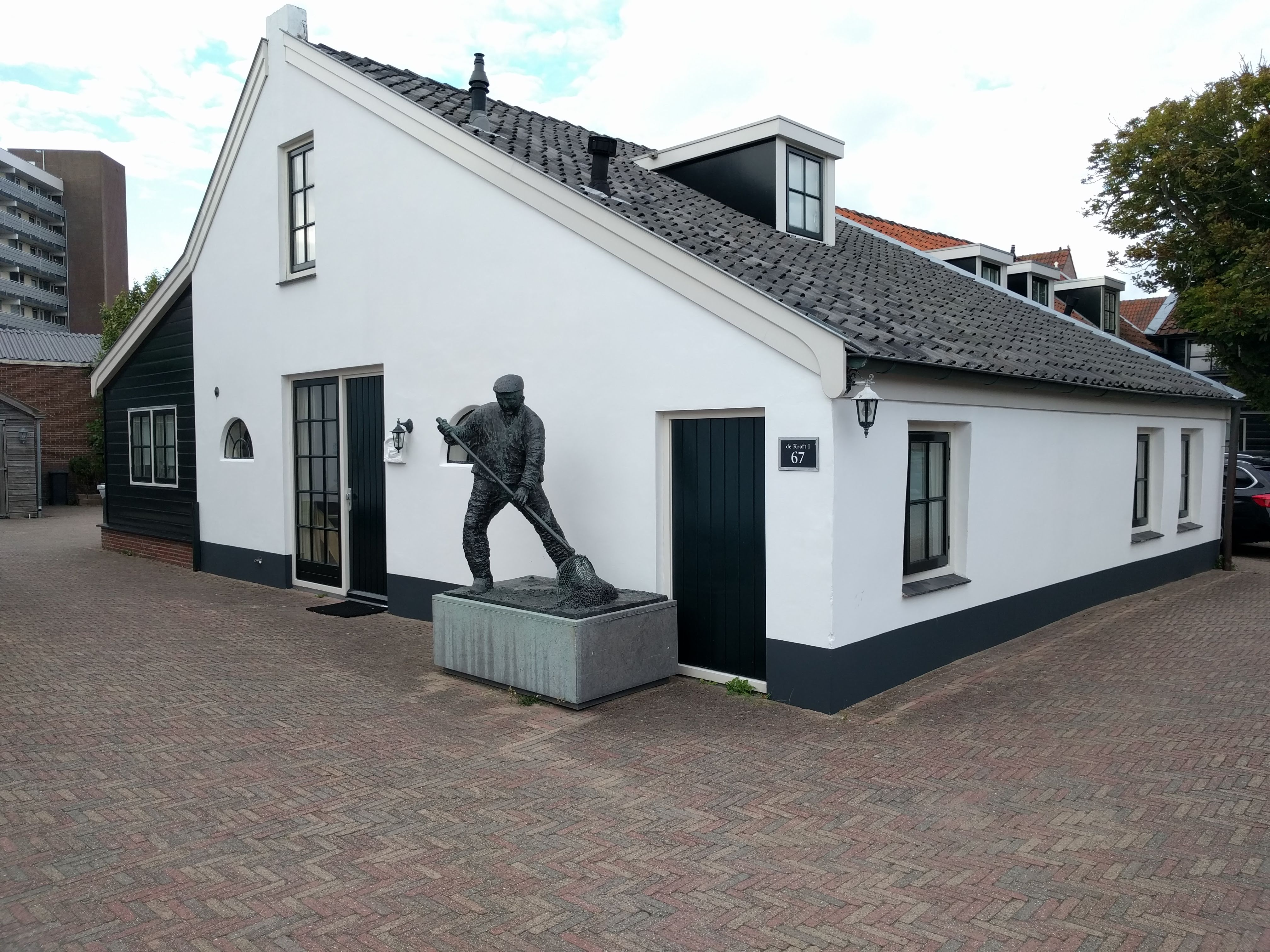
Schelpenvisser, Noordwijk